# 弦楽六重奏曲 (チャイコフスキー)
弦楽六重奏曲《フィレンツェの思い出》（仏: Souvenir de Florence）作品70は、ピョートル・チャイコフスキーの最後の室内楽曲。サンクトペテルブルク室内楽協会の名誉会員に選出してもらったことへの返礼として、1890年に作曲され、同協会に献呈された。本作の創作に着手した時、チャイコフスキーはオペラ《スペードの女王》の作曲のためにフィレンツェに滞在中であったため、フランス語で上のような副題が添えられた。現行版は1892年の改訂版であり、公開初演も同年に行われている。

## 楽器編成
ヴァイオリン、ヴィオラ、チェロ各2。
ただし、他の弦楽六重奏曲の演奏で時おり行われているように、弦楽合奏用に編曲された版が利用されることもある。

## 楽曲構成
晩年の創作力の旺盛な時期に手懸けられただけあって、充実した筆致が冴え渡っており、なかでもチャイコフスキーの室内楽には珍しく、全般的に入念で老練な対位法が展開され、きわめて緊密に構成されている。
以下のように伝統的な4楽章で成る。
1. Allegro con spirito （ニ短調、約10分）
2. Adagio cantabile e con moto （ニ長調、約11分）
3. Allegretto moderato （イ短調、約6分）
4. Allegro con brio e vivace （ニ短調、約7分）

第1楽章はソナタ形式。序奏なしに開始し、ニ短調の激しくも叙情的な第1主題と、穏やかに流れ行くイ長調の第2主題とが対比されている。展開部では魅力的な転調が行われる。定式通りの再現部の後で長調のまま閉じられるかに見せかけておきながら、短調の第1主題が再登場して加速しつつ、急速なコーダへと至る。
ニ長調の第2楽章は、ピツィカートに伴奏された第1ヴァイオリンに始まり、チャイコフスキーのバレエ音楽にしばしば認められる、甘美だが天真爛漫な楽想が纏綿と歌い上げられる。基本的には、この旋律がほかの楽器に受け渡される中で大きく高揚していく、緩徐なカンティレーナである。ごく短い中間部で、3連符の動きがめだつニ短調の間奏が現れるが、やがてまたロマンティックな曲調に戻ってゆく。
後半2楽章は、先行2楽章と大きな対比が付けられており、旋律やリズムの発想にロシア民謡の面影が偲ばれる。
第3楽章は、素朴だがとぼけた味わいを持ち合わせており、間奏曲もしくは2拍子のスケルツォとしての役割を果たしている。ことによるとブラームスの《弦楽五重奏曲 第2番》のワルツ楽章を意識したのかもしれない。中間部ではより躍動的な楽想に転じる。
フィナーレは、展開部なしのロンド・ソナタ形式。ホモフォニックで忙しいニ短調の第1主題、ポリフォニックに織り成されていく経過句、ハ長調で朗々と歌い上げられる第2主題というように、全体の対比付けが見事である。第1楽章と同じく、荒々しい舞曲調のコーダのうちに閉じられる。